# Acidoton nicaraguensis
Acidoton nicaraguensis là một loài thực vật có hoa trong họ Đại kích. Loài này được (Hemsl.) G.L.Webster mô tả khoa học đầu tiên năm 1967.